# Borgo Pace
Borgo Pace – miejscowość i gmina we Włoszech, w regionie Marche, w prowincji Pesaro i Urbino, położona nad zbiegiem rzek Meta i Auro, dających początek rzece Metauro.

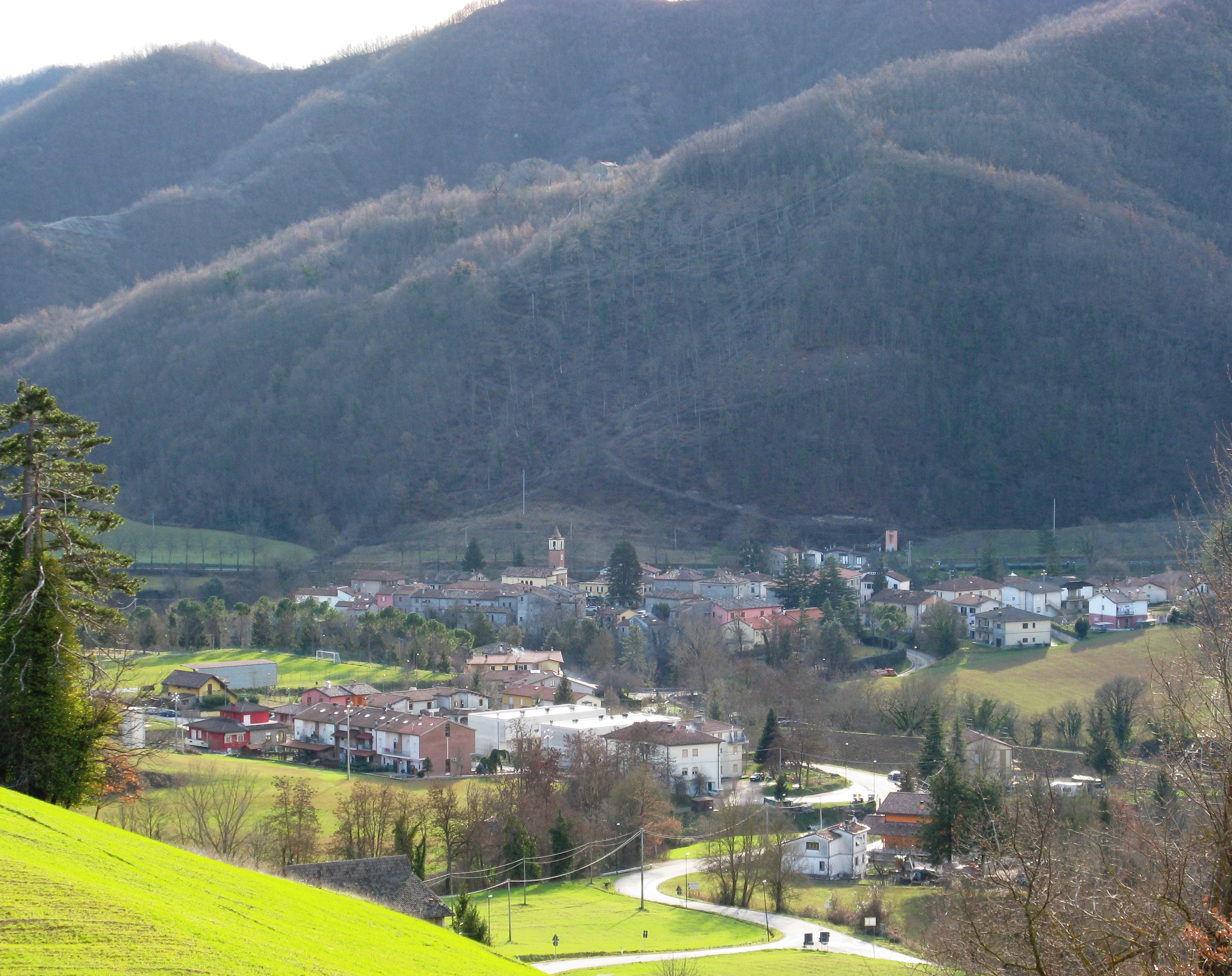
Borgo Pace

Według danych na rok 2004 gminę zamieszkiwało 660 osób, 12 os./km².